# Мариго (Доминика)

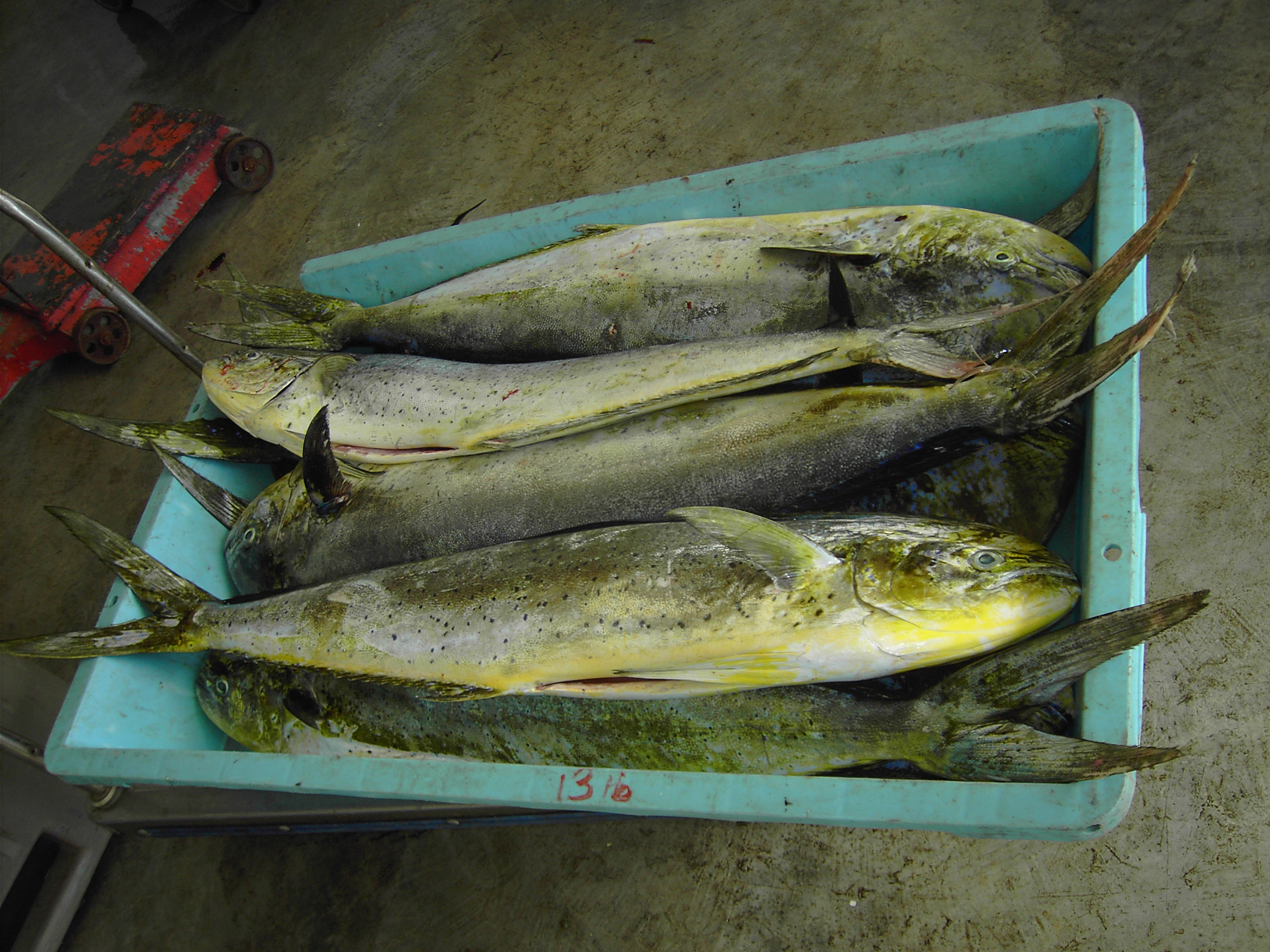
Большая корифена в порту Мариго

Мариго (с французского дословно болото) (англ. Marigot) — наибольшее поселение прихода (округа) Святого Андрея на северо-востоке Доминики.
Находится примерно 18 км от бывшей столицы Доминики г. Портсмута, 8 км от Калибиши и в 28 км к северо-востоку от Розо на мысе Пуэнт-Августин на северо-восточном побережье Доминики. Многочисленные речки и ручьи текут здесь из недр острова к морю.
В 2013 году здесь проживало 2 663 жителя. Это четвёртый по величине город страны,
лидирует в своём регионе (приход Сент-Эндрю).
В Мариго находится рыбо-перерабатывающий комплекс, а также главный аэропорт острова — Аэропорт Дуглас-Чарльз. Область тропического климата, в которой расположено поселение, стабильная температура воздуха, красивые пейзажи, близость к аэропорту Дугласа Чарльза привлекают туристов.
В городке есть магазин, несколько отелей и гостевых домов, окруженных тропической растительностью.
В Мариго находятся Церковь адвентистов седьмого дня, методистская церковь, молитвенный дом Свидетелей Иеговы.
В 1956 году была завершена Транссигулярная дорога, связавшая Мариго с западным побережьем через Понт-Кассе, а во второй половине XX-го века — ещё одна магистраль, упростившие сообщение межу поселениям.

## Известные уроженцы
- Джеймс, Эдисон (род. 1943) — политический и государственный деятель Доминики, премьер-министр.